# 데이비드 코넬
데이비드 조지프 코넬(영어: David Joseph Cornell, 1991년 3월 28일 ~ )는 웨일스의 축구 선수이다. 현재 포츠머스로 1개월 임대되어있다. 골키퍼로 뛰고 있다.